# Municipio de Whitehall (Pensilvania)
El municipio de Whitehall  (en inglés: Whitehall Township) es un municipio ubicado en el condado de Lehigh en el estado estadounidense de Pensilvania. En el año 2000 tenía una población de 24.896 habitantes y una densidad poblacional de 764.5 personas por km².

## Geografía
El municipio de Whitehall se encuentra ubicado en las coordenadas 40°40′00″N 75°30′00″O / 40.66667, -75.50000.

## Demografía
Según la Oficina del Censo en 2000 los ingresos medios por hogar en la localidad eran de $43,070 y los ingresos medios por familia eran $51,597. Los hombres tenían unos ingresos medios de $39,175 frente a los $26,933 para las mujeres. La renta per cápita para la localidad era de $21,383. Alrededor del 6,5% de la población estaban por debajo del umbral de pobreza.